# Xerantherix
Xerantherix is een geslacht van Phasmatodea uit de familie Anisacanthidae. De wetenschappelijke naam van dit geslacht is voor het eerst geldig gepubliceerd in 1893 door Brancsik.

## Soorten
Het geslacht Xerantherix omvat de volgende soorten:
- Xerantherix albogeniculata (Redtenbacher, 1906)
- Xerantherix nossibianus Brancsik, 1893
- Xerantherix parvipennis Redtenbacher, 1906
- Xerantherix pinnatus Redtenbacher, 1906